# Toinzinho (futebolista)
Antônio Carlos Nomelini, mais conhecido como Toinzinho (Ub
eraba, 12 de novembro de 1952) é um ex-futebolista brasileiro que atuava como meio-campista.
Considerado um dos maiores atletas do Uberaba Sport Club e de sua cidade natal, ficou conhecido como "O Garotinho de Ouro".

## Carreira
Toinzinho começou no infantil do Uberaba Sport Club, onde passou pelo juvenil e chegou ao profissional.
Entre setembro de 1973 e janeiro de 1974, atuou pelo Cruzeiro por empréstimo, participando de 6 jogos.
Em 1975, foi convocado pela Seleção Brasileira.
Foi contratado pelo Santos em 1975 e no ano seguinte foi o artilheiro máximo do clube na temporada, com 9 gols. Permaneceu no Santos até 1978, atuando em 126 jogos e marcando 27 gols, onde conquistou o Torneio Governador Roberto Santos e o Hexagonal do Chile 1977.
No segundo semestre de 1978, chegou ao Palmeiras, estreando em 27 de agosto, na derrota por 2x0 para o Guarani, pelo Campeonato Paulista. Ficou no clube até o início de 1979, totalizando 12 jogos e 1 gol marcado.
Na sequência chegou ao Fluminense, onde atuou no primeiro semestre de 1979, participando de 21 jogos e marcando 2 gols.
Entre 1980 e 1981 e em 1984, atuou pela Inter de Limeira, onde fez 83 jogos e fez 9 gols.
Em 1981, retornou ao Uberaba, onde teria várias passagens.
Em 1985, disputou a Taça de Ouro pelo Bahia.
Ainda atuaria pelo outro clube da sua cidade, o Nacional de Uberaba, já no final de carreira, em 1988.

### Títulos
Uberaba SC
- Campeonato Mineiro do Interior: 1973[3]

Santos
- Torneio Governador Roberto Santos: 1975[12]
- Torneio Hexagonal do Chile: 1977[13]

## Homenagens
Em dezembro de 2020, foi agraciado no Tributo Memorial do Esporte da Prefeitura Municipal de Uberaba com o "Tributo Master", dado à personalidade esportiva mais votada entre os 150 notáveis, formado por atletas, dirigentes e jornalistas.